# Písek (Píseki járás)
Písek  város  Csehországban. A térség fontos kulturális, adminisztrációs, közlekedési és turisztikai központja, 30 000-es lakosságával  Dél-Csehország harmadik legnagyobb városa. A város utánozhatatlan hangulata miatt több jelzőt is kapott (többek között „Dél-Csehország kapuja“ és a dél-csehországi Athén), továbbá sok  híres, a helyi gimnáziumban végzett  művészt is inspirált. A történelmi városközpontot védett műemléknegyednek nyilvánították. Pisek kőhídja egész Csehország legértékesebb nemzeti műemlékei közé tartozik.

## Fekvése
A  Dél-csehországi kerület északi részén, 100 km-re délre Prágától, a fővárostól, az Otava folyó partján található.

## Története
Az eredeti falu helyén, ahol a folyónál aranymosóhely működött, II. Přemysl Ottokár király alapította meg a várost a 13. század közepén, várral, templommal és kőhíddal. A 14. századtól kezdve Pisek a Prácheň régió teljes területének adminisztratív központjává vált.
A város különösen a  harmincéves háború kezdetét szenvedte meg: az osztrák örökösödési háború során, Mária Terézia uralkodása kezdetén  a franciák és a bajorok foglalták el.
A 19. században ismételten gazdasági és kulturális virágzását élte a város. A 20. században népszerű nyári pihenőhellyé és ismert kulturális és oktatási  központtá vált.

## Látnivalók
- a 13. század harmadik feléből származó kőhíd, amely Csehországban a legrégebbi, Regensburg után pedig a második legrégebbi az Alpoktól északra Európában
- a 13. századbeli vár, jelenleg a regionális múzeum székhelye
- az egykori várban található malátagyár, melyet 2009-ben építettek újjá komplex képzőművészeti központtá, elsősorban gyermekillusztrációkat bemutatva
- barokk városháza
- gótikus Szűz Mária születése templom, 74 m magas toronnyal
- Szent Kereszt magasztalása templom
- Szent Vencel-templom értékes falfestményekkel
- kegyeleti park az egykori Szentháromság-templommal (jelenleg koncertterem) és reneszánsz  harangtoronnyal
- városi erődítmény bástyával és  parkként kialakított árokkal
- a mai napig működő városi vízi erőmű, kis múzeummal
- Adolf Heyduk (1835–1926) költő emlékmúzeuma – új reneszánsz városi ház
- barokk pestis-emlékoszlop, szentek szobraival
- Otava hotel – új reneszánsz épület, melyet Mikoláš Aleš sgraffittói díszítenek
- zsinagóga és zsidó temető
- országos lótenyészet – 2010 óta nemzeti kulturális emlékhely
- Palacký városi park
- városi sziget

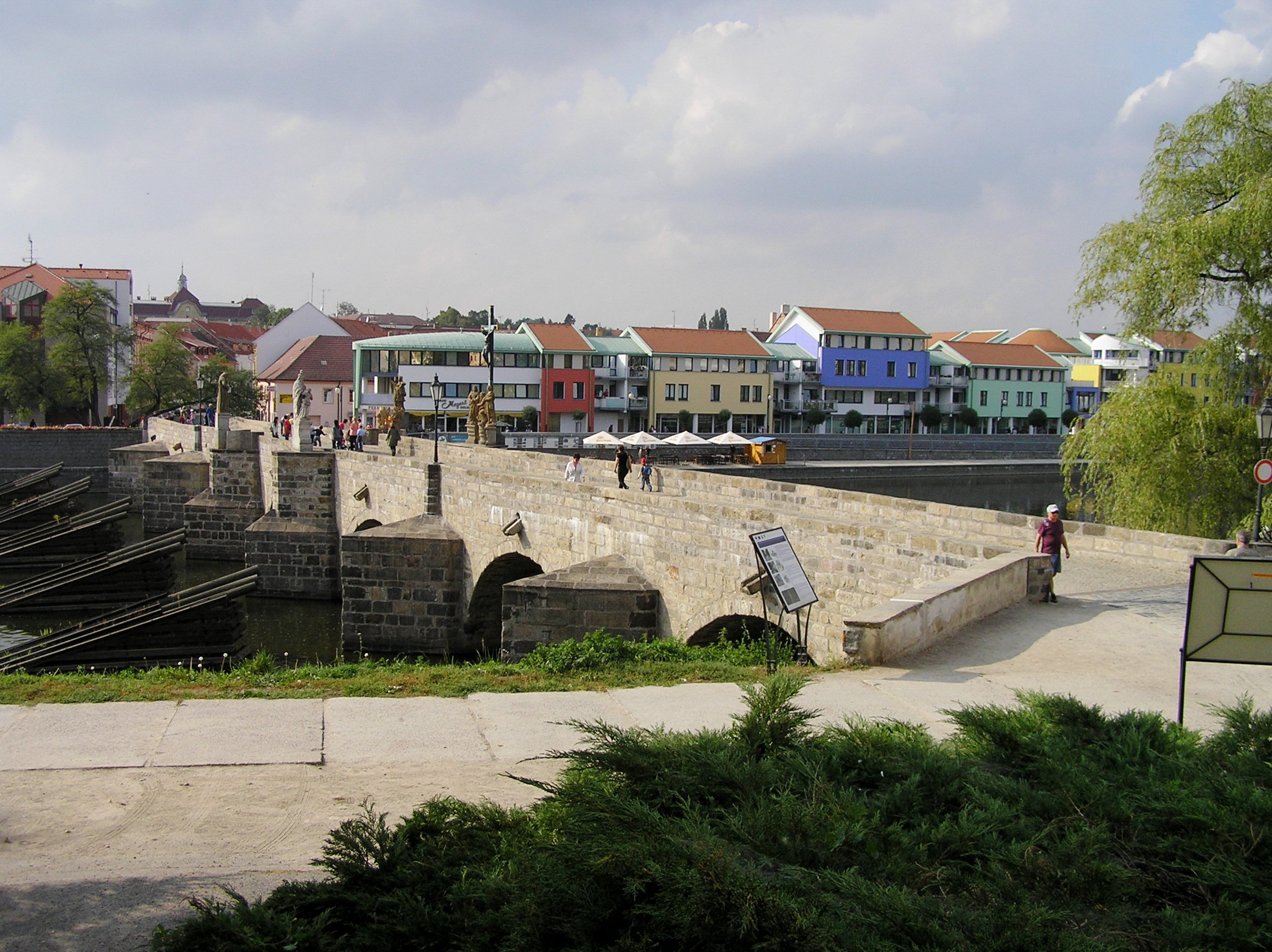
Kőhíd
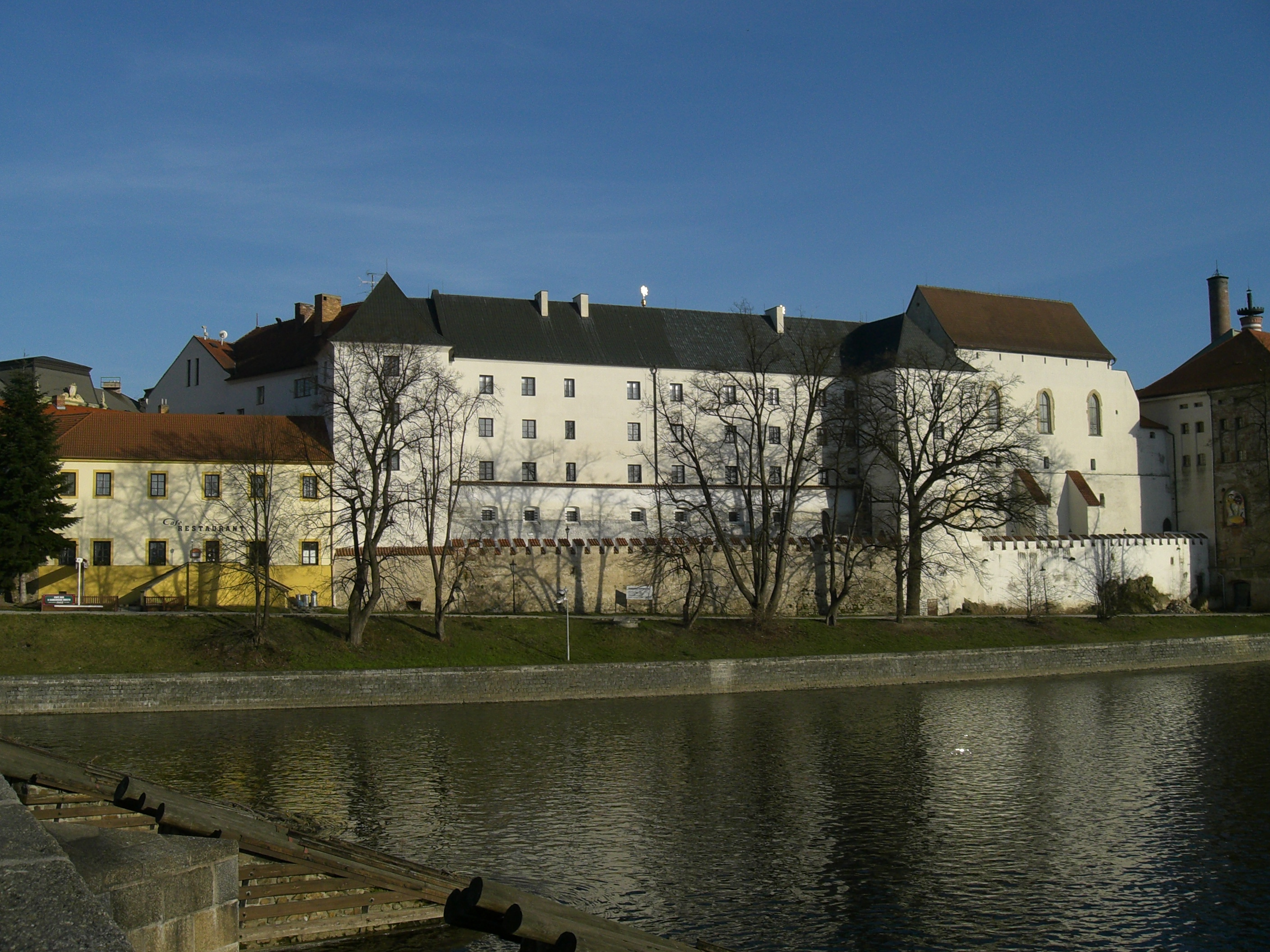
Vár
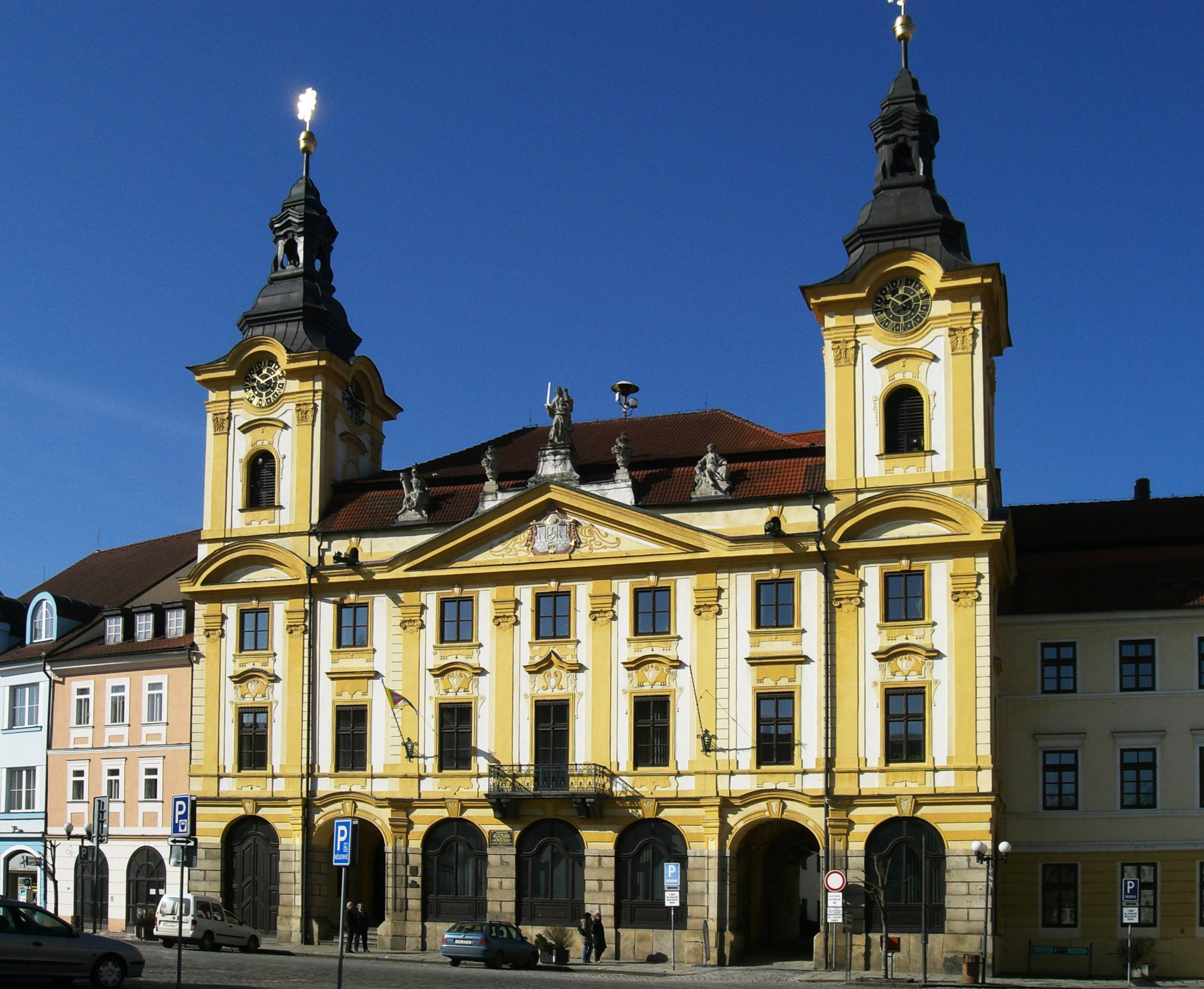
Városháza

## Kulturális rendezvények
Pisek hagyományos rendezvényei közül kiemelkedőek:
- Városi ünnepségek (történelmi, zenei, színházi) – június első felében
- Nemzetközi Folklórfesztivál – augusztus harmadik hetében
- Nemzetközi Karikatúra Biennálé – kétévente szeptemberben

## Népesség
A település népessége az elmúlt években az alábbi módon változott:
| Lakosok száma | 9181 | 15 313 | 18 094 | 20 074 | 28 104 | 29 720 | 29 966 | 30 415 | 29 814 | 31 121 |
|               | 1869 | 1900   | 1921   | 1961   | 1980   | 2014   | 2017   | 2020   | 2022   | 2025   |

## Híres személyiségek
A városhoz kötődik
- Otakar Ševčík (1852-1934),  hegedűpedagógus
- Mikoláš Aleš (1852-1913), festő
- Jiří Srnka (1907-1982) zeneszerző
- Fráňa Šrámek (1877-1952), költő
- Kateřina Neumannová (1973-), sífutónő
- Tomáš Verner (1986-), műjégtáncos

## Testvérvárosai
- Caerphilly, Wales
- Lemvig Dánia
- Smiltene, Lettország
- Big Krtíš Szlovákia
- Wetzlar Németország
- Deggendorf, Németország

## Külső hivatkozások
- A város hivatalos turistahonlapja Archiválva 2004. szeptember 25-i dátummal a Wayback Machine-ben többnyelvű
- Regionális Múzeum
- Városi internetes televízió[halott link]